# Нодь Золтан Мігалі
Нодь Золтан Мігалі (нар. 8 квітня 1949, Мужієво, Закарпаття) — угорський поет і письменник із Закарпаття. Член відділу літератури Угорської академії мистецтв (2005).

## Діяльність
З січня 1992 року співробітник громадсько-культурного журналу, редактор з 1993 р., співробітник Галерії Кіадо. Між 2002 і 2009 роками головний редактор відтвореного літературно-мистецького та культурного журналу «Разом»; З 2004 р. — редактор видавництва «Інтермікс» в Ужгороді. З 1982 року був членом Студії Йожефа Аттіли, з 1994 року — член Угорської асоціації письменників. Вперше опублікований у 1963 році, він виграв конкурс новел у 1979 та 1982 роках. У 1991 році Закарпатська угорська культурна асоціація (КМКСЗ) присудила йому літературну премію імені Вільмоша Ковача. Його проза є пристрасною, історичною та соціально мотивованою.
У своїй трилогії він розповідає, розповідає та досліджує невимовний, великий біль і втрату закарпатських угорців протягом майже півстоліття, про те що близько 40 000 чоловіків із закарпатських угорців після Другої світової війни радянська влада вивезла, депортувала та засудила до смертної кари на основі принципу колективної провини.

## Творчість
- Dolgok igézetében (versek, Ungvár, 1983)
- Fehér Eper (elbeszélések, Ungvár, 1988)
- Pírban, perben (versek, Ungvár, 1990)
- A Sátán fattya (regény, Budapest, 1991, 2000, 2003)
- Tölgyek alkonya (regény, Budapest–Beregszász, 1996, 2007)
- Az idő súlya alatt (elbeszélések, 2001)
- Páros befutó (kisregény, 2002)
- Új csillagon (versek, Ungvár-Budapest, 2003)
- A teremtés legnehezebb napja: A Sátán fattya trilógia 3. része (regény, Ungvár-Budapest, 2004, 2006)
- Messze még az alkonyat: versesregény-variáció. (Ungvár-Budapest, 2008)
- Fogyó fényben: a Messze még az alkonyat című versesregény-trilógia második része (Ungvár-Budapest, 2010)
- «Hogy ti is ragyogjatok». Kecskés Béla (1941—1997) emlékére; összeáll. Nagy Zoltán Mihály; KMMI, Ungvár, 2011 (KMMI-füzetek)
- «Kettős pálya bolygó vándora». Sütő Kálmán (1910—1997) emlékére; összeáll. Nagy Zoltán Mihály; KMMI, Ungvár, 2011 (KMMI-füzetek)
- A sátán fattya. Regény; Magyar Napló, Bp., 2012
- Túl a fényeken. A Messze még az alkonyat című versesregény-trilógia harmadik része; Intermix, Ungvár–Bp., 2012 (Kárpátaljai magyar könyvek)
- Az árnyék völgye. Novellák; Intermix, Ungvár–Bp., 2013 (Kárpátaljai magyar könyvek)
- Ünnep Szodomában. Regény; Intermix, Ungvár–Bp., 2014 (Kárpátaljai magyar könyvek)
- Fogott figurák. Válogatott és új novellák; Magyar Napló–Fokusz Egyesület, Bp., 2015